# Caspar-David-Friedrich-Institut
Das Caspar-David-Friedrich-Institut der Philosophischen Fakultät der Universität in Greifswald geht zurück auf den im 18. Jahrhundert entstandenen akademischen Zeichensaal, der seit 1788 unter der Leitung von Johann Gottfried Quistorp stand. In diesem Zeichensaal lernte auch Caspar David Friedrich. 1907 wurde das Seminar für Kunstgeschichte von Max Semrau gegründet und eine Bibliothek und Diathek aufgebaut. Zu Caspar David Friedrichs 100. Todestag wurde das Institut 1940 auf Betreiben des damaligen Rektors Kurt Wilhelm-Kästner (1893–1976) in Caspar-David-Friedrich-Institut umbenannt. 1946 folgte das Institut für Kunstpädagogik. 2001 wurden die Bachelor- und 2003 die Masterstudiengänge für Bildende Kunst und Kunstgeschichte eingerichtet. Als Besonderheit besteht die Möglichkeit zu Lehre, Forschung und Studium der Bildenden Kunst und der Kunstgeschichte an einem Institut. Als ergänzende Schwerpunkte werden Kunsttheorie und Kunstpädagogik angeboten.

## Studienangebot
- Bildende Kunst
- Kunstpädagogik
- Kunstwissenschaften

## Bekannte ehemalige Lehrende und Studierende
- Ernst Badstübner
- Martin Franz
- Caspar David Friedrich
- Martin Denker

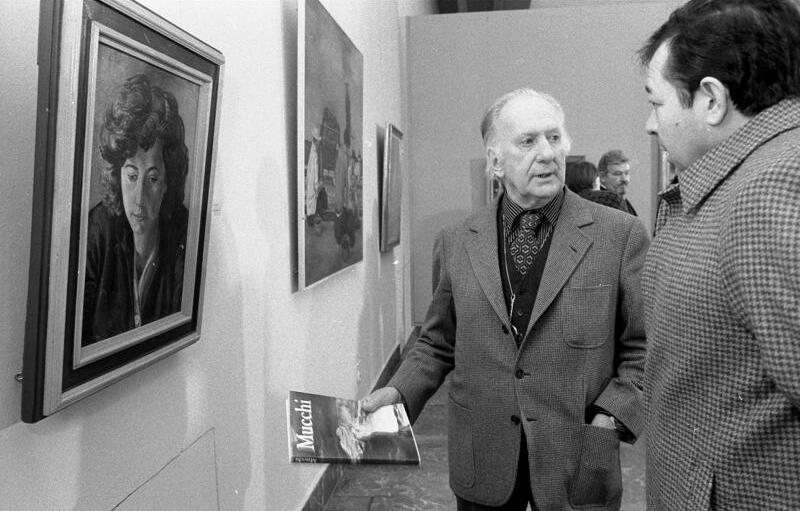
Gabriele Mucchi (Links) bei der Eröffnung einer Ausstellung seiner Werke im Alten Museum in Berlin im Jahr 1984

- Johann Christian Friedrich Finelius
- Gottlieb Giese
- Anton Heinrich Gladrow
- Joachim John
- Marcus Kaiser
- Oskar Manigk
- Gabriele Mucchi
- Ulrike Mundt
- Nuria Quevedo
- Johann Gottfried Quistorp
- Max Semrau
- Wilhelm Titel
- Werner Tübke
- Herbert Wegehaupt
- Thorsten Zwinger